# Maria Grausenburger

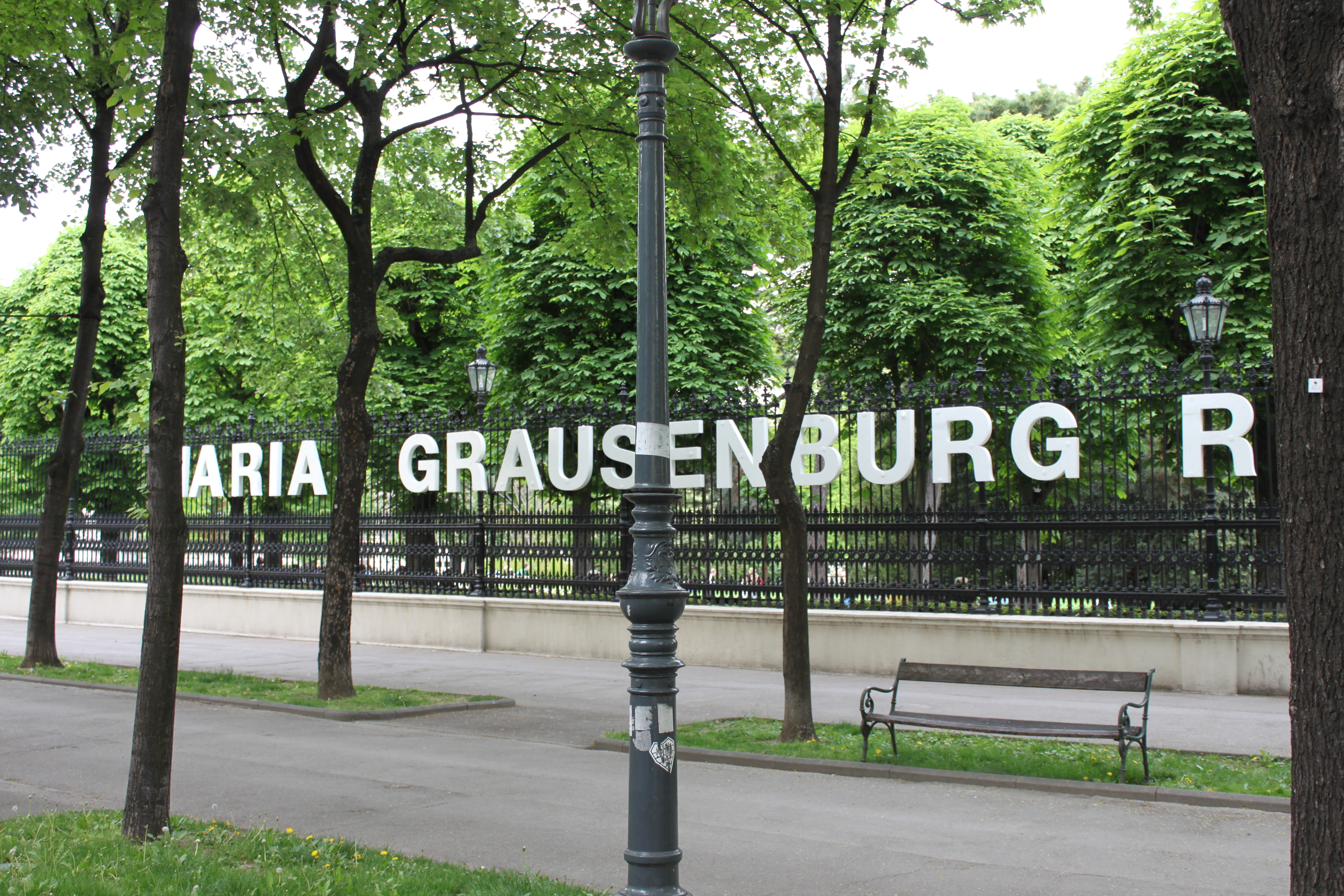
A Letter To The Stars, Aktion Allee der Gerechten in Wien (2011)

Maria Grausenburger (* 20. April 1901; † 22. Dezember 1973) war eine in Grafenwörth (Niederösterreich) lebende Bäuerin und Kriegswitwe.

## Leben
Maria lebte auf einem Bauernhof allein mit ihrer Tochter, bis sie Ende 1944 eine aus Ungarn stammende jüdische Flüchtlingsfamilie bei sich aufnahm. Die Mutter und ihre drei Kinder waren aus einem „Todesmarsch“ von Wien/Floridsdorf mit dem Ziel ins KZ-Mauthausen geflüchtet. Maria erzählte dem hiesigen Bürgermeister, dass eine faschistische Familie aus Ungarn, die vor der Roten Armee geflüchtet sei, bei ihr Unterschlupf gefunden habe. Die Flüchtlingsfamilie, die früher „Weiss“ hieß, nannte sich nun ungarisch „Varga“. Sie erhielt offizielle Ausweisdokumente und Arbeit.
Als sich die Rote Armee näherte, wurden die ausländischen Familien in einem Gefangenenlager gesammelt. Durch das Gefallen, das der Lagerkommandant an den Zeichnungen des jungen Mannes aus der Varga-Familie fand, durfte die ganze Familie wieder zurück nach Grafenwörth.
Dort hatten sich jedoch in der Zwischenzeit in nahezu jedem Haus deutsche Soldaten einquartiert, so auch in dem Bauernhof von Maria Grausenburger. Trotz der großen Gefahr, in die sie sich begab, nahm Maria Grausenburger das Risiko auf sich und versteckte die Familie bei sich im Keller. Sogar als Nachbarn Grausenberger der Gewährung von Unterschlupf bezichtigten, hielt sie stand und riskierte somit ihr Leben für das der Kinder. Bis zum Einmarsch der sowjetischen Truppen, drei Monate später, konnte die Familie Weiss (Varga) bei Maria Grausenburger bleiben.

## Ehrungen
1978 wurde Maria Grausenburger vom Yad Vashem in Jerusalem als Gerechte unter den Völkern ausgezeichnet.
Auf Initiative der Historikerin Ingrid Oberndorfer wurde am 25. Juni 2010 in Grafenwörth ein Denkmal für Maria Grausenburger eingeweiht.